# Thalictrum madrense
Thalictrum madrense är en ranunkelväxtart som beskrevs av Joseph Nelson Rose. Thalictrum madrense ingår i släktet rutor, och familjen ranunkelväxter. Inga underarter finns listade i Catalogue of Life.